# Ndaba
Ndaba est un canton du Cameroun dans la commune de Kolofata, le département du Mayo-Kani et la Région de l'Extrême-Nord, à la frontière avec le Nigeria. Il regroupe une douzaine de villages. 

## Population
En 1966-1967, le village de Ndaba comptait 272 habitants, principalement Gamergou et Arabes Choa.
Lors du recensement de 2005, on a dénombré 1 872 personnes dans le canton.

## Structure administrative
Le canton de Ndaba dépend de la commune de Kolofata et du département du Mayo-Sava. Il regroupe les villages et hameaux suivants : 
- Aga Lamisse: 142 habitants
- Gadou Bakary: 38 habitants
- Gouderi Kamsouloum: 113 habitants
- Gouderi Oumaté: 146 habitants
- Gouderi Soubago: 237 habitants
- Kodogo Kadi Amba: 118 habitants
- Ndaba Blama Bourgou: 119 habitants
- Ndaba Blama Kolchi: 121 habitants
- Ndaba Blama Kourougou: 146 habitants
- Ndaba-Abadaya/Aga: 156 habitants
- Tala Made  Agua Kadi: 422 habitants
- Tala Made Bacha: 114 habitants

## Attaques terroristes
Située dans une zone frontalière avec le Nigeria, la localité de Ndaba  subit des attaques de la secte islamiste nigériane Boko Haram. De violents combats opposent souvent l'armée camerounaise aux combattants islamique dans la localité. Les islamistes lourdement armés font irruption dans la localité où ils pillent, incendient les cases et tuent en guise de représailles aux dénonciations des habitants,,,,.